# Sint-Pieterskerk (Sint-Pieters-Leeuw)

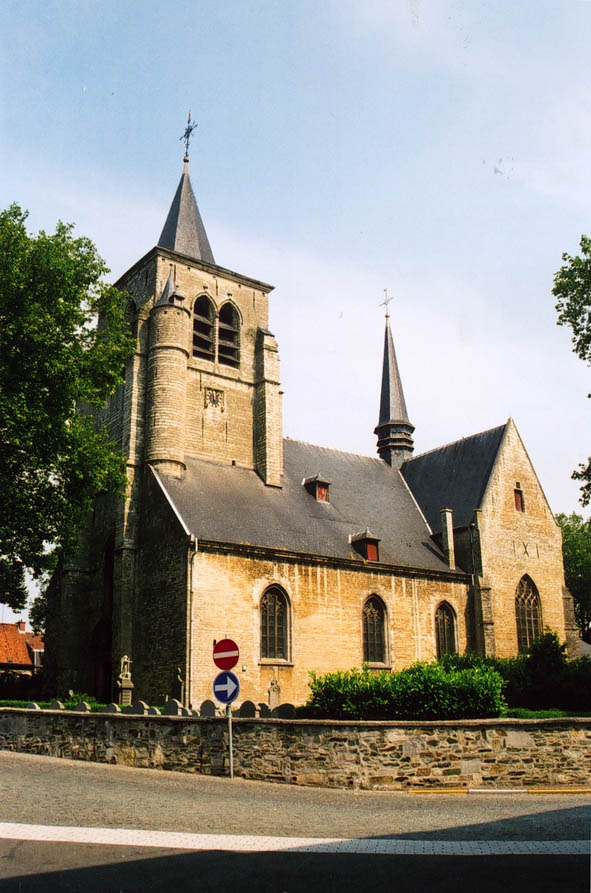
Sint-Pieterskerk

De Sint-Pieterskerk is de parochiekerk van de Vlaams-Brabantse plaats Sint-Pieters-Leeuw, gelegen aan de Rink.

## Geschiedenis
In de 9e eeuw was er sprake van een moederkerk die negen dochterkerken had. In 1079 kwam het patronaatsrecht aan de Heilig-Grafabdij te Kamerijk. Er zou sprake zijn van een romaanse kerk, maar deze werd in de 15e en 16e eeuw in laatgotische stijl herbouwd, wellicht omdat de oude kerk te klein was geworden. In de 1e helft van de 15e eeuw werden koor en transept gebouwd, begin 16e eeuw kwamen schip en toren gereed en na 1783 werden aanpassingen en uitbreidingen in classicistische stijl uitgevoerd. Tijdens de bouw werd de oude kerk geleidelijk gesloopt.
In 1900 stortte een pilaar, en daarmee een deel van het gewelf, in. In 1902-1904 werd de kerk hersteld naar ontwerp van Jules Rau, waarbij de neogotische stijl werd gehanteerd.

## Gebouw
Het betreft een driebeukige kruiskerk met ingebouwde zware westtoren. Ook heeft de kerk een vieringtoren. Als materiaal werd Lediaanse en Balegemse kalksteen gebruikt en ook enkele andere natuursteensoorten. De kerk heeft een vijfzijdig afgesloten koor.
De kerk wordt omringd door een kerkhof.

## Interieur
Een 17e-eeuws schilderij, voorstellende de kruisiging van Sint-Petrus, wordt toegeschreven aan Jan Cossiers of Gaspar de Crayer. De preekstoel, van 1754, is in late barokstijl. Ook de lambrisering en enkele biechtstoelen zijn 18e-eeuws en uitgevoerd in Lodewijk XVI-stijl. Het orgel, van 1884, werd vervaardigd door Jos Stevens.